# Antony Starr
Antony Starr (sinh ngày 25 tháng 10 năm 1975) là nam diễn viên người New Zealand. Anh từng đóng các vai Jethro và Van West trong loạt phim Outrageous Fortune (2005–10), Lucas Hood trong Banshee (2013–16). Từ năm 2019, anh tham gia phim siêu anh hùng The Boys với vai Homelander.
Ở lĩnh vực điện ảnh, với vai diễn trong phim Wish You Were Here của Úc năm 2012, Starr giành được một giải AACTA cho Nam phụ xuất sắc nhất cùng nhiều giải thưởng khác. Anh cũng từng được đề cử giải Điện ảnh New Zealand cho Nam chính xuất sắc nhất với vai diễn trong After the Waterfall (2010).

## Tiểu sử
Starr sinh ra tại thành phố Wellington, New Zealand. Từ nhỏ, anh đã có sở thích lướt sóng, tập karate và muốn làm nghề cảnh sát. Ngoài tiếng Anh, nam diễn viên có thể nói tiếng Indonesia, Na Uy và Tây Ban Nha.
Anh từng theo học Đại học Rangitoto và tốt nghiệp năm 1993. Trong thời gian đi này, anh vừa học các khóa diễn xuất, vừa đóng các vai phụ trong nhiều phim và làm thêm ở trạm xăng.

## Đời tư
Starr từng kết hôn với nữ diễn viên New Zealand Emma Lahana. Năm 2016, anh gửi đơn ly dị tại Tòa án Tối cao Los Angeles.
Ngày 4 tháng 3 năm 2022, truyền thông đưa tin Starr bị tạm giữ ở thành phố Alicante, Tây Ban Nha sau khi xô xát với một nam thanh niên 21 tuổi trong quán bar. Anh bị kết án 12 tháng tù treo và bị phạt với số tiền là 5.464,97 USD.

## Danh sách phim

### Điện ảnh
| Năm  | Tên                        | Vai                   | Ct     |
| ---- | -------------------------- | --------------------- | ------ |
| 2004 | In My Father's Den         | Gareth                |        |
| 2004 | Without a Paddle           | Billy Newwood         |        |
| 2005 | The World's Fastest Indian | Jeff                  |        |
| 2006 | No. 2                      | Shelly                |        |
| 2010 | After the Waterfall        | John Drean            |        |
| 2012 | Wish You Were Here         | Jeremy King           |        |
| 2019 | American Sausage Standoff  | Mike Dankworth McCoid |        |
| 2023 | The Covenant               | Eddie Parker          |        |
| 2023 | Cobweb                     | Mark                  |        |
| TBA  | G20                        |                       | Hậu kỳ |